# Mühlgraben (Nohra)
Der Mühlgraben, teils auch als Heidelbach bezeichnet, ist ein ursprünglich 1,1 km langer, rechter Nebenarm der Wipper auf dem Gebiet der Stadt und Landgemeinde Bleicherode, genauer im Ortsteil Nohra im Landkreis Nordhausen in Thüringen.

## Verlauf
Der Mühlgraben zweigte einst gleich nach Kinderode von der hier ostwärts fließenden Wipper nach rechts ab und floss in einen nach Süden ausholenden Bogen in Richtung Nohra; derzeit ist allerdings kein Wehr mehr erkennbar, das Wasser aus der Wipper in den Mühlgraben ausleiten würde. Der Oberlauf ist deshalb verlandet, eine Reihe von Gehölzen säumt aber den ehemaligen Verlauf und macht seinen Verlauf so auch heute noch erkennbar. Weiter bachabwärts überspannt eine Freileitung das Gewässer, die vom Wolkramshäuser Umspannwerk kommt.
Kurz vor Erreichen der Siedlungsgrenze von Nohra mündet der erste Zufluss von rechts in den Mühlgraben. Dieser gegenüber dem bisherigen Mühlgraben merklich längere Nebenbach entspringt nördlich von Münchenlohra auf 310 m ü. NHN am Rand der Hainleite, er ist auch wegen seines größeren Einzugsgebietes zumindest heute der hydrologische Hauptquelllauf des Mühlgrabens. Der bald folgende zweite Zufluss aus dem Ortszentrum von Nohra ist ein kürzerer Entwässerungsgraben. Einer dieser beiden Bäche wird als Heidelbach bezeichnet, welcher ist unklar. Der anschließende Unterlauf des Mühlgrabens wird ebenfalls als Heidelbach bezeichnet; auch trägt eine Nohraer Gaststätte nahe am Lauf im Bereich dieser zwei Zuflüsse den Namen Zum Heidelbach. Der Mühlgraben wendet sich nun wieder etwas nordwärts und fließt am Rande des Nohraer Sportplatzes von rechts in den Unstrut-Nebenfluss Wipper ein.